# Italiani dell'Arkansas
Gli italiani dell'Arkansas sono una storica comunità italoamericani formatasi da italiani emigrati negli Stati Uniti d'America e stabilìtisi in Arkansas nel XIX e XX secolo.

## Storia
Austin Corbin, proprietario della Sunnyside Plantation nella contea di Chicot, nel delta dell'Arkansas, decise di assumere italiani durante l'era della ricostruzione. L'allora sindaco di Roma, Emanuele Ruspoli, amico di Corbin, si occupò di trovare personale proveniente da Emilia-Romagna, Marche e Veneto, disposto ad andare a Sunnyside. Furono ben novantotto le famiglie che salparono a bordo dello Chateau Yquem da Genova con destinazione New Orleans. Nel novembre 1895 la nave attraccò negli Stati Uniti e i passeggeri proseguirono verso Sunnyside dove trovarono ad attenderli difficili condizioni climatiche e scarsità di acqua potabile. Un discendente di questi italiani, Libby Borgognoni, affermò che 125 di loro morirono durante il primo anno di attività. Corbin aveva nascosto la reale situazione della piantagione ai potenziali dipendenti. Tuttavia, altri italiani emigrarono a Sunnyside anche dopo la morte di Corbin nel 1896.

## Insediamenti
Tra i principali insediamenti degli italiani dell'Arkansas, ci sono Little Italy, Catholic Point presso Center Ridge e Tontitown.